# نقابة عمال الجعة البنجابيين
نقابة عمال مصنع الجعة في البنجاب-الهند (نقابة عمال مصنع الجعة في البنجاب) تابعة لكل نقابات العمال في الهند، رئيس نقابة عمال مصانع الجعة في البنجاب هو «جوربيير سينغ» والأمين العام «كيشان تشاند».